# Saint-Esteben
Saint-Esteben (tiếng Basque: Donoztiri) là một xã thuộc tỉnh Pyrénées-Atlantiques trong vùng Nouvelle-Aquitaine miền tây nam nước Pháp.